# Сафаров, Сангак Муродович
Сангак Муродович Сафаров (1 января 1928, Дангара, Таджикская АССР, Узбекская ССР, СССР — 29 марта 1993, Октябрьск, Бохтарский район, Хатлонская область, Таджикистан) — один из руководителей и полевых командиров «Народного фронта Таджикистана» в Гражданской войне в Таджикистане, криминальный авторитет.

## Биография

### Ранние годы
Сангак Сафаров родился 1 января 1928 в селе Дангара. Его отца репрессировали в 1935 году, старший брат был осуждён и расстрелян в 1939 году, а двое младших братьев умерли от голода. В 1951 году Сафаров был приговорён к лишению свободы сроком на 1 год за угон автомобиля, затем в 1957 году его осудили за наезд на пешехода, приведший к смертельному исходу. После отбытия очередного срока заключения Сангак Сафаров работал буфетчиком в центральном парке Душанбе, однако в 1964 году, защищаясь от рэкетира-чеченца, убил его и снова был осуждён. В общей сложности провёл в заключении 23 года.

### Руководство НФТ
Чтобы как-то легализоваться, мы придумали название «Народный фронт Таджикистана» (НФТ). Главной нашей опорой стал уголовный авторитет Сангак Сафаров, пожилой уже человек, который провёл в тюрьмах 21 год. Это был прирождённый лидер с отменными организаторскими способностями, обострённым чувством справедливости и патриотизма — он и возглавил НФТ.
— 
19 июня 1992 года в ходе Гражданской войны в Таджикистане его сторонники устроили вооружённое выступление в Кулябе. 28 июля 1992 года было объявлено о прекращении огня, но Сафаров заявил, что его люди не сложат оружие, пока правительство [оппозиция] не уйдёт в отставку. В сентябре Сафаров, при активной поддержке со стороны В. В. Квачкова и подчинённых ему специалистов, пытался развить наступление на Душанбе и принял активное участие в боевых действиях.
Ему также приписывается убийство бывшего лидера Таджикистана Кадриддина Аслонова в ноябре 1992 года.
После 16-й сессии Верховного Совета С. Сафаров не получил никакой официальной должности, оставаясь лидером «Народного фронта». Но при этом имел неограниченную власть. Перед ним трепетали от страха члены правительства и парламента Таджикистана. Весной 1993 года он начал активно заниматься возвращением беженцев в Кургантюбинскую область.
29 марта 1993 года Сангак Сафаров и его бывший сподвижник полевой командир Файзали Зарипов (Саидов) погибли при невыясненных обстоятельствах в Бохтарском районе. Согласно распространённой версии, Сафаров в беседе с Зариповым вспылил и неожиданно застрелил его, после чего охрана последнего открыла огонь и в результате начавшейся перестрелки погибли 17 человек, в том числе и Сафаров. 31 марта в Таджикистане было объявлено днём траура. Похоронили Сангака Сафарова в городе Куляб Хатлонской области. На церемонии прощания присутствовали Председатель Верховного Совета Эмомали Рахмонов и премьер-министр Абдумалик Абдулладжанов.

## Личная жизнь
Первый брак Сангак Сафаров заключил с осетинкой Тоней, у них был сын Игорь. В 1978 году после освобождения из заключения, Сафаров, которому на тот момент шёл 51-й год, заключил второй брак с 17-летней таджичкой, родившей ему 4 дочерей и 4 сыновей. Третий брак, заключённый по шариату с медсестрой по имени Мехри, состоялся в 1992 году.

## Цитаты
- «Кто тронет хоть одного русского — будет иметь дело со мной!»[6]
- «Советский Союз — это был могучий медведь. Сегодня он умер. Но медвежата живы! Мы еще поборемся!»

## Память
Именем Сангака Сафарова был назван Таджикский высший военный колледж (в 2002 году переименован в Военный институт Министерства обороны).